# بارك مول سطيف
 بارك مول سطيف، (بالفرنسية: Park Mall Sétif) مركز تجاري جزائري ضخم يتواجد بولاية سطيف وهو أكبر مجمع تجاري في الجزائر، استنادًا إلى مساحته الإجمالية، ويقع في وسط مدينة سطيف بالقرب من حديقة التسلية، بل ملاصقا لها، بين مقر الولاية والمتحف الوطني الأثري وبوابة القلعة، ويتكون هذا المجمع التجاري من برجين ضخمين يتجاوز ارتفاعهما 85 متر، ويتضمن البارك «مول بسطيف» الذي يوصف على أنه أكبر مركب تجاري ترفيهي بالجزائر، متواجد بقلب مدينة سطيف، مركزا تجاريا ضخما مع عديد محلات التسوق متربعة على أكثر من 41 ألف متر مربع وفندق للسلسلة العالمية الكبيرة (ماريوت) ومجموعة مكاتب على مساحة تقارب 14 ألف متر مربع وقاعة للمؤتمرات ب1000 مقعد علاوة على مطاعم بانورامية وبولينغ وحلبة للتزحلق فريدة من نوعها ب400 متر.

## تاريخ
يشرف رجل الأعمال السيد يسعد ربراب على افتتاح المركز التجاري أونو سطيف الكائن بالمركب التجاري بارك مول، المركز التجاري أنو سطيف يعتبر من أضخم المراكز التجارية على مستوى الجزائر يتربع على مساحة إجمالية تقدر بــ 7 آلاف متر مربع وهو فضاء تجاري اقتصادي تابع لمؤسسة (نوميديس)، يشرف على تسييره السيد لطفي أيت واعلي، أنو سطيف ساهم في توفير 700 منصب عمل وحسب السيد لطفي أيت واعلي فإن المركز التجاري أنو سطيف قد ساهم في امتصاص البطالة بالولاية، وذلك بتوفير 700 منصب عمل في شتى المناصب منها عمال للنظافة، وأعوان أمن، الحراسة، مسير مخزن، عمال استقبال السلع، عمال مطاعم، جزار، خباز، حلواني، وصانع المأكولات السريعة، مساعد مدير أمين صندوق محل، وتقني في التبريد والكهرباء وغيرها من الوظائف التي تساهم في تقديم خدمات تليق بمقام هذا المركز التجاري الضخم، أسعار تنافسية في متناول المواطن البسيط، فإن المركز التجاري أونو سطيف هو فضاء تجاري يتوفر على كل المنتوجات الإستهلاكية وبأسعار جد تنافسية وفي متناول كل المواطنين ومن شأن هذا المركز التجاري أن يساهم في تحريك ودعم الاقتصاد الوطني وخاصة منها المنتوجات المحلية والمستوردة، طمبولا وجوائز قيمة وسيارة فخمة، فإن المركز سينظم بمناسبة افتتاحه طمبولا بجوائز قيمة للربح منها أدوات كهرومنزلية ومواد تجميل ورحلات إلى ماليزيا وتركيا وربح سيارة فخمة.